# Puente cubierto de Horton Mill
El puente cubierto de Horton Mill es un puente cubierto de madera de propiedad estatal que atraviesa la punta Calvert del río Little Warrior en el condado de Blount, Alabama, Estados Unidos. Está ubicado a 8 kilómetros al norte de la ciudad de Oneonta.
Construido en 1934, el puente de 220 pies (67 metros) es una construcción de celosía Town Lattice en dos vanos. Su WGCB número es 1.5.07. El puente cubierto de Horton Mill fue incluido en el Registro Nacional de Lugares Históricos el 29 de diciembre de 1970, el primer puente cubierto en el sureste de los Estados Unidos que se agregó. Con 70 pies (21 m), es el puente cubierto más alto por encima de cualquier vía fluvial de todo Estados Unidos. Fue reabierto el 11 de marzo de 2013 después de ser cerrado en 2007 debido a actos de vandalismo. Actualmente, el puente está abierto al tráfico de vehículos de motor. Sin embargo, solo hay un carril y el límite de velocidad indicado es de 5 MPH. El puente cubierto de Horton Mill es mantenido por la Comisión Histórica de Alabama, la Comisión del Condado de Blount y el Departamento de Transporte de Alabama.

## Historia
El puente cubierto original de Horton Mill fue construido en 1894 al pie de Sand Mountain, aproximadamente 3/4 de milla (1 kilómetro) aguas abajo del puente actual. Fue nombrado por una empresa local propiedad de Thurman M. Horton, quien ayudó a construir el primer puente. Este puente permitió a los residentes de Sand Mountain un mejor medio de acceso a la cercana Oneonta, así como al molino y almacén general de Horton, que estaban ubicados a lo largo del lado este de Calvert Prong.
La construcción del actual puente cubierto de Horton Mill comenzó en 1934 sobre un profundo desfiladero cortado por el río, dirigido por Talmedge Horton, un descendiente de la familia Thurman Horton. A un equipo de 15 hombres les tomó un año y medio completar el proyecto. Este equipo incluía al capataz Zelma C. Tidwell, quien ayudó a construir otros tres puentes cubiertos prominentes en el condado de Blount (Easley, Nectar, Swann). El puente fue completamente restaurado en 1974 por la Comisión Histórica de Alabama y la Comisión del Condado de Blount. Es uno de los tres puentes cubiertos históricos que quedan en el condado de Blount.
Se informó que el puente cubierto de Horton Mill fue cerrado al tráfico de vehículos motorizados el 27 de septiembre de 2007 debido a condiciones inseguras. Según un miembro del sitio web de fotografías Flickr, así como un informe del Blount Countian, los vándalos intentaron quitar algunos de los soportes del techo en el lado oeste del puente atando un cable o cadena alrededor de ellos y unieron el otro extremo a cualquiera de los dos. un enganche o gancho de remolque usando un vehículo para tratar de sacarlos, causando daños importantes. Los otros dos puentes cubiertos históricos que quedan en el condado de Blount, Easley y Swann, se cerraron al tráfico de vehículos motorizados en 2009 por condiciones inseguras después de inspecciones de rutina.
La restauración de los tres puentes cubiertos comenzó a fines de 2011, comenzando con el puente cubierto Swann cerca de Cleveland, Alabama. El dinero para estos proyectos provino principalmente del Programa Nacional de Preservación de Puentes Cubiertos Históricos y de fondos para la mejora del transporte. El contrato de construcción de $469,110 fue otorgado a Bob Smith Construction de Trussville. El puente cubierto de Horton Mill sería el último en ser restaurado debido a su gran elevación sobre el río, lo que hizo las cosas más desafiantes. Las piezas estructurales de madera se repararon o reemplazaron según fue necesario y se colocaron nuevos techos de hojalata en los tres puentes para mantener el clima alejado de las vigas de soporte vitales. Los costos totales de restauración de los puentes cubiertos fueron de aproximadamente $540,000. La diferencia fue cubierta por los gastos del condado.
Después de las reparaciones y actualizaciones necesarias, el puente cubierto de Horton Mill se reabrió al tráfico de vehículos motorizados el 11 de marzo de 2013.
A fines de 2015, se instalaron cámaras en los tres puentes cubiertos restantes en el condado de Blount para ayudar a disuadir el vandalismo después de que se encontraron  grafitis en el Puente cubierto de Easley un año antes. Desde entonces ha sido limpiado y pintado de nuevo.

## Otras fuentes
- Puentes cubiertos de Dale J. Travis. Horton Mill CB: Créditos . Consultado el 17 de agosto de 2007 y el 16 de diciembre de 2009.
- Puentes al pasado: puentes cubiertos de Alabama. Horton Mill CB: Créditos . Consultado el 17 de agosto de 2007.
- Oficina de Turismo y Viajes de Alabama. Horton Mill CB: Créditos . Consultado el 17 de agosto de 2007.
- El diario Decatur . Horton Mill CB: Créditos . Consultado el 17 de agosto de 2007.
- Alabamiana: una guía de Alabama. Horton Mill CB: Créditos . Consultado el 17 de agosto de 2007.
- Cámara de Comercio Blount-Oneonta. Horton Mill CB: Créditos . Consultado el 17 de agosto de 2007.
- Vida sureña: túneles en el tiempo. Horton Mill CB: Créditos . Consultado el 24 de septiembre de 2007.
- The Blount Countian (3 de octubre de 2007). Consultado el 28 de noviembre de 2007.
- Flickr. Horton Mill CB: Créditos . Consultado el 28 de febrero de 2008.
- BhamWiki. Horton Mill CB: Créditos Archivado el 30 de julio de 2021 en Wayback Machine. . Consultado el 3 de noviembre de 2008.
- Centro de noticias de Alabama Power. Horton Mill CB: Créditos . Consultado el 30 de mayo de 2013.
- AL.com a través de The Birmingham News . Horton Mill CB: Créditos . Consultado el 30 de mayo de 2013.
- Ancestry.com SSDI. Horton Mill CB: Créditos . Consultado el 8 de mayo de 2014.